# While You Were Sleeping (serie de televisión)
While You Were Sleeping (en hangul, 당신이 잠든 사이에; romanización revisada, Dangshini jamdeun saie) también conocida en español como Mientras dormías, es una serie de televisión surcoreana emitida por SBS desde el 27 de septiembre hasta el 16 de noviembre de 2017. Está creada por Park Hye Ryun, dirigida por Oh Choong-hwan, y protagonizada por Lee Jong-suk y Suzy.

## Sinopsis
La serie sigue a Nam Hong-joo, una joven mujer que puede ver los acontecimientos de la muerte de otras personas en sus sueños y conoce al fiscal Jung Jae-chan, quien igualmente puede ver la causa de muerte de otras personas. Ambos hacen todo lo posible para evitar que sus sueños se hagan realidad, y entretanto puede verse cómo se va desarrollando un romance entre ellos.

## Reparto

### Personajes principales
- Lee Jong-seok como Jung Jae-chan.[2]
  - Nam Da-reum como Jae-chan (niño).
- Suzy como Nam Hong-joo.[3]
  - Shin Yi-joon como Hong-joo (niña).
- Lee Sang-yeop como Lee Yoo-beom.
  - Yeo Hoe-hyun como Yoo-beom (adolescente).
- Ko Sung-hee como Shin Hee-min.
- Jung Hae-in como Han Woo-tak.

### Personajes secundarios
- Min Sung-wook como Lee Ji-kwang.
- Bae Hae-sun como Son Woo-joo.
- Lee Ki-young como Park Dae-young.
- Kim Won-hae como Choi Dam-dong.
- Park Jin-joo como Moon Hyang-mi.
- Son San como Min Jung-ha.
- Shin Jae-ha como Jung Seung-won.
- Lee Jung-eun como la madre de Jae-chan.
- Kim So-hyun como Park So-yoon (Ep. 3–8, 32).
- Hwang Young-hee como Yoon Moon-sun.
- Lee Yoo-joon como Oh Kyung-ha.
- Lee Bong-ryun como Ko Pil-sook.
- Oh Eui-shik como Bong Doo-hyun.
- Pyo Ye-jin como Cha Yeo-jung.
- Kim Da-ye como Kang Cho-hee.
- Cha Jung-won como Yoo Soo-kyung.
- Yoo In-soo.
- Lee Min-jae como un estudiante.

### Apariciones especiales
- Jang Hyun-sung como Jung Il-seung, el padre de Jae-chan (ep. 1, 5-6, 29).
- Um Hyo-sup como Park Joon-mo (ep. 3-5, 7-8).
- Kang Ki-young como Kang Dae-hee (ep. 9–13).
- Kang Shin-hyo como Kyoo Won (ep. 10).[4]
- Baek Sung-hyun como Do Hak-young (ep. 13-20).
- Lee Ga-ryeong como la coordinadora del hospital (ep. 21).
- Jang So-yeon como Do Geum-sook.[5]
- Hong Kyung como Wook Hyeon.
- Lee Sung-kyung como la mujer en la pareja con la que se encuentran Jung Jae-chan y Nam Hong-joo (ep. 21).
- Yoon Kyun-sang como el hombre en la pareja con la que se encuentran Jung Jae-chan y Nam Hong-joo (ep. 21).

## Banda sonora
| Track listing |                           |                 |          |  |
| N.º           | Título                    | Artista         | Duración |  |
| 1.            | «When the Nigth Falls»    | Eddy Kim        |          |  |
| 2.            | «It's You»                | Henry           |          |  |
| 3.            | «You Belong To my World»  | Roy Kim         |          |  |
| 4.            | «I love you»              | Suzy            |          |  |
| 5.            | «While you were sleeping» | Brother & Se oh |          |  |
| 6.            | «Your World»              | Se oh           |          |  |
| 7.            | «Lucid Dream»             | Monogram        |          |  |
| 8.            | «I Miss You»              | Davichi         |          |  |
| 9.            | «Maze»                    | Kim Na Young    |          |  |
| 10.           | «Come To Me»              | Lee Jong Suk    |          |  |
| 11.           | «At Nigth»                | Punch           |          |  |
| 12.           | «Little Star»             | Standing Egg    |          |  |

## Recepción

### Audiencia
En azul la audiencia más baja y en rojo la más alta, correspondientes a las empresas medidoras TNms y AGB Nielsen.
| Ep. #    | Fecha de emisión         | Share        | Share        | Share       | Share       |
| Ep. #    | Fecha de emisión         | TNmS Ratings | TNmS Ratings | AGB Nielsen | AGB Nielsen |
| Ep. #    | Fecha de emisión         | Nacional     | Seúl         | Nacional    | Seúl        |
| -------- | ------------------------ | ------------ | ------------ | ----------- | ----------- |
| 1        | 27 de septiembre de 2017 | 8.2 %        | 9.1 %        | 7.2 %       | 8.1 %       |
| 2        | 27 de septiembre de 2017 | 9.4 %        | 10.8 %       | 9.2 %       | 10.4 %      |
| 3        | 28 de septiembre de 2017 | 8.0 %        | 8.7 %        | 8.3 %       | 9.8 %       |
| 4        | 28 de septiembre de 2017 | 9.3 %        | 10.2 %       | 9.2 %       | 10.9 %      |
| 5        | 4 de octubre de 2017     | 5.0 %        | 5.2 %        | 5.1 %       | 5.6 %       |
| 6        | 4 de octubre de 2017     | 5.5 %        | 5.7 %        | 6.1 %       | 7.0 %       |
| 7        | 5 de octubre de 2017     | 8.3 %        | 8.2 %        | 7.9 %       | 8.2 %       |
| 8        | 5 de octubre de 2017     | 9.6 %        | 9.9 %        | 8.9 %       | 9.6 %       |
| 9        | 11 de octubre de 2017    | 7.8 %        | 9.3 %        | 8.1 %       | 10.0 %      |
| 10       | 11 de octubre de 2017    | 8.9 %        | 10.2 %       | 9.4 %       | 11.5 %      |
| 11       | 12 de octubre de 2017    | 7.5 %        | 7.8 %        | 8.9 %       | 10.3 %      |
| 12       | 12 de octubre de 2017    | 8.5 %        | 8.9 %        | 9.7 %       | 11.8 %      |
| 13       | 18 de octubre de 2017    | 7.6 %        | 9.5 %        | 8.6 %       | 9.5 %       |
| 14       | 18 de octubre de 2017    | 9.1 %        | 11.4 %       | 10.0 %      | 11.3 %      |
| 15       | 19 de octubre de 2017    | 7.1 %        | 7.7 %        | 7.9 %       | 8.9 %       |
| 16       | 19 de octubre de 2017    | 8.0 %        | 8.9 %        | 8.9 %       | 9.9 %       |
| 17       | 25 de octubre de 2017    | 7.7 %        | 8.1 %        | 7.8 %       | 7.9 %       |
| 18       | 25 de octubre de 2017    | 8.8 %        | 9.7 %        | 8.9 %       | 10.0 %      |
| 19       | 26 de octubre de 2017    | 6.5 %        | 7.0 %        | 8.3 %       | 9.6 %       |
| 20       | 26 de octubre de 2017    | 7.4 %        | 8.7 %        | 8.9 %       | 10.3 %      |
| 21       | 1 de noviembre de 2017   | 6.5 %        | 7.6 %        | 6.9 %       | 7.9 %       |
| 22       | 1 de noviembre de 2017   | 7.6 %        | 8.9 %        | 8.4 %       | 9.7 %       |
| 23       | 2 de noviembre de 2017   | 7.0 %        | 7.1 %        | 7.3 %       | 8.3 %       |
| 24       | 2 de noviembre de 2017   | 8.2 %        | 9.0 %        | 8.6 %       | 9.9 %       |
| 25       | 8 de noviembre de 2017   | 5.7 %        | 7.2 %        | 6.8 %       | 8.2 %       |
| 26       | 8 de noviembre de 2017   | 6.8 %        | 8.4 %        | 8.6 %       | 10.0 %      |
| 27       | 9 de noviembre de 2017   | 7.7 %        | 9.3 %        | 7.7 %       | 8.9 %       |
| 28       | 9 de noviembre de 2017   | 8.7 %        | 10.1 %       | 9.6 %       | 11.3 %      |
| 29       | 15 de noviembre de 2017  | 7.2 %        | 8.1 %        | 8.1 %       | 9.3 %       |
| 30       | 15 de noviembre de 2017  | 8.7 %        | 10.0 %       | 9.6 %       | 11.0 %      |
| 31       | 16 de noviembre de 2017  | 7.6 %        | 8.6 %        | 8.7 %       | 10.0 %      |
| 32       | 16 de noviembre de 2017  | 8.7 %        | 9.5 %        | 9.7 %       | 10.9 %      |
| Promedio | Promedio                 | 7.7 %        | 8.7 %        | 8.3 %       | 9.5 %       |

### Premios y nominaciones
| Año  | Premio                          | Categoría                                                            | Nominado                    | Resultado |
| ---- | ------------------------------- | -------------------------------------------------------------------- | --------------------------- | --------- |
| 2018 | 13th Annual Soompi Award        | Breakout Actor                                                       | Jung Hae-in                 | Ganador   |
| 2017 | 2nd Asia Artist Awards          | Premio a la estrella asiática, actriz                                | Bae Suzy                    | Ganador   |
| 2017 | 19th Mnet Asian Music Awards    | Mejor banda sonora                                                   | Bae Suzy – «I Love You Boy» | Nominado  |
| 2017 | 25th SBS Drama Awards           | Premio a la alta excelencia, actor en una serie del miércoles-jueves | Lee Jong Suk                | Ganador   |
| 2017 | 25th SBS Drama Awards           | Premio a la alta excelencia, actriz en una serie de miércoles-jueves | Bae Suzy                    | Ganador   |
| 2017 | 25th SBS Drama Awards           | Personaje del año                                                    | Lee Sang Yeob               | Nominado  |
| 2017 | 25th SBS Drama Awards           | Premio a la excelencia, Actor en una serie de miércoles-jueves       | Lee Sang Yeob               | Ganador   |
| 2017 | 25th SBS Drama Awards           | Premio a la excelencia, Actor en una serie de miércoles-jueves       | Jung Hae In                 | Nominado  |
| 2017 | 25th SBS Drama Awards           | Premio a la excelencia, actriz en una serie de miércoles-jueves      | Ko Sung Hee                 | Nominado  |
| 2017 | 25th SBS Drama Awards           | Mejor actor secundario                                               | Kim Won Hae                 | Ganador   |
| 2017 | 25th SBS Drama Awards           | Mejor actriz secundaria                                              | Hwang Young Hee             | Nominado  |
| 2017 | 25th SBS Drama Awards           | Premio a la actuación joven                                          | Nam Da Reum                 | Nominado  |
| 2017 | 25th SBS Drama Awards           | Premio a la actuación joven                                          | Shin Yi Joon                | Nominado  |
| 2017 | 25th SBS Drama Awards           | Mejor pareja                                                         | Lee Jong Suk y Bae Suzy     | Ganador   |
| 2018 | Korea First Brand Awards        | Categoría de dramas                                                  | While You Were Sleeping     | Ganador   |
| 2018 | Seoul International Drama Award | Premio a la alta excelencia en series hallyu                         | While You Were Sleeping     | Ganador   |
| 2018 | 6th APAN Star Award             | Premio K-Star, Actor                                                 | Lee Jong Suk                | Nominado  |
| 2018 | 6th APAN Star Award             | Premio K-Star, Actriz                                                | Bae Suzy                    | Nominada  |
| 2018 | 6th APAN Star Award             | Premio a la excelencia superior, actor en miniserie                  | Lee Jong Suk                | Nominado  |
| 2018 | 6th APAN Star Award             | Premio a la excelencia, actriz en miniserie                          | Bae Suzy                    | Nominada  |

## Emisión internacional
- Camboya: Hang Meas (2018).
- Filipinas: GMA Network (2018).
- Hong Kong: J2 (2018).
- Japón: KNTV (2018).
- Malasia: Sony One (2017) y Astro (2018).
- Taiwán: EBC (2017-2018).